# Miejsca spoczynku władców Czech
Miejsca spoczynku władców Czech:

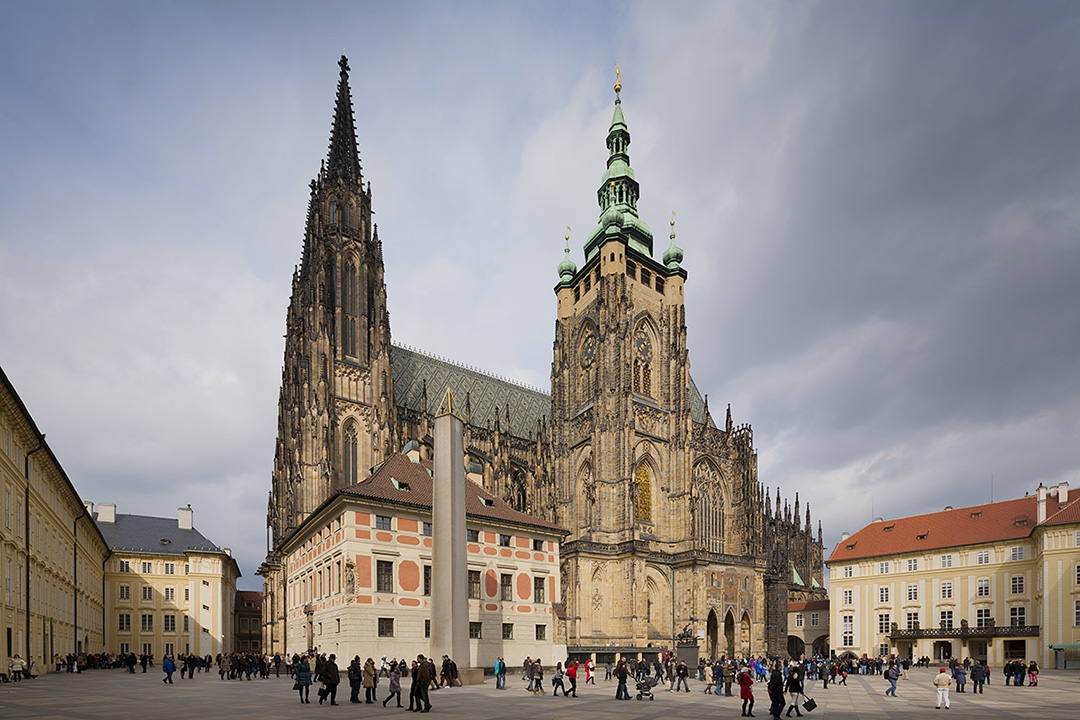
Archikatedra Świętych Wita, Wacława i Wojciecha w Pradze

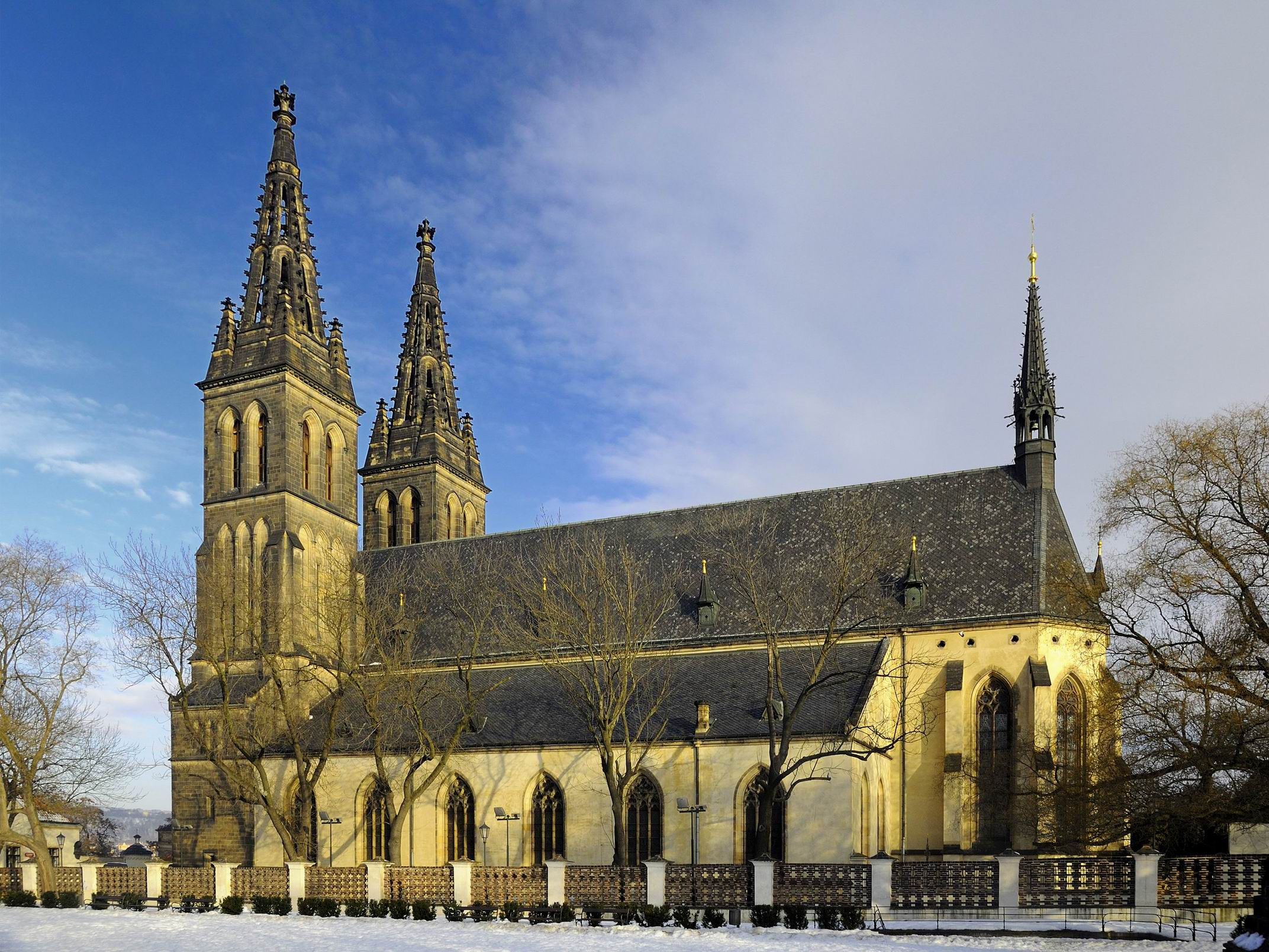
Bazylika św. Piotra i Pawła w Pradze

- kościół Najświętszej Marii Panny na Zamku Praskim w Pradze – Spitygniew I (niepewna lokalizacja)
- bazylika św. Jerzego w Pradze – Wratysław I, Bolesław II Pobożny, Jaromir (niepewna lokalizacja), Oldrzych (niepewna lokalizacja)
- rotunda św. Wita w Pradze (niezachowana, w miejscu dzisiejszej kaplicy Świętego Wacława w archikatedrze Świętych Wita, Wacława i Wojciecha) – Wacław I Święty
- bazylika archikatedralna Świętych Apostołów Piotra i Pawła w Poznaniu – Bolesław Chrobry
- archikatedra Świętych Wita, Wacława i Wojciecha w Pradze – Brzetysław I, Spitygniew II, Brzetysław II, Borzywoj II, Fryderyk Przemyślida, Konrad II Otto, Przemysł Ottokar I, Przemysł Ottokar II, Rudolf III Habsburg, Karol I Luksemburski, Wacław IV Luksemburski, Władysław Pogrobowiec, Jerzy z Podiebradów, Ferdynand I Habsburg, Maksymilian II Habsburg, Rudolf II Habsburg
- bazylika św. Piotra i Pawła w Pradze(inne języki) – Wratysław II, Konrad I Przemyślida, Sobiesław I Przemyślida, Sobiesław II Przemyślida
- klasztor w Kladrubach – Świętopełk Przemyślida, Władysław I Przemyślida
- klasztor na Strahowie w Pradze – Władysław II Przemyślida
- klasztor w Doksanach – Henryk Brzetysław
- klasztor w Welehradzie – Władysław III Henryk
- klasztor św. Agnieszki w Pradze – Wacław I Przemyślida
- bazylika św. Jakuba w Zbrasławiu w Pradze – Wacław II, Wacław III
- klasztor Stams – Henryk Karyncki
- katedra Notre Dame w Luksemburgu – Jan Luksemburski
- katedra w Oradei – Zygmunt Luksemburski
- katedra Panny Marii w Székesfehérvár – Albrecht I Habsburg, Maciej Korwin, Władysław II Jagiellończyk, Ludwik I Jagiellończyk
- krypta Kapucyńska w Wiedniu – Maciej Habsburg, Ferdynand III Habsburg, Ferdynand IV Habsburg, Leopold I Habsburg, Józef I Habsburg, Karol II Habsburg, Maria Teresa Habsburg, Józef II Habsburg, Leopold II Habsburg, Franciszek II Habsburg, Ferdynand I Habsburg, Franciszek Józef I
- mauzoleum Ferdynanda II w Grazu – Ferdynand II Habsburg
- kościół Teatynów w Monachium – Karol III Bawarski
- kościół Najświętszej Maryi Panny w Monte koło Funchal – Karol Habsburg